# Bataille des Formigues
La bataille navale des Formigues se déroula les 3 et 4 septembre 1285, sous le règne de Pierre III d'Aragon, près des îles Formigues. La flotte aragonaise, commandée par l'amiral Roger de Lauria, y battit celle de Philippe III de France. 

## Situation des îles Formigues
Il s'agit de quatre îlots granitiques de la Costa Brava, situés à 1,3 km à l'est-nord-est de la pointe du Canet (Palamós) et à 800 m à l'est-sud-est du cap de Planes. Leur nom est vraisemblablement lié à leur petite taille (littéralement « fourmis »).

## Précédents
Après le lancement par le pape Martin IV de la Croisade d'Aragon, le roi de France Philippe III décida en 1285 d'envahir la Catalogne à la tête d'une armée importante, afin de soutenir son cousin Charles II d'Anjou, en conflit avec la Couronne d'Aragon au sujet du trône de Sicile. Le roi de Majorque, Jacques II, en délicatesse avec son frère, le roi d'Aragon, se joignit au roi de France. En Catalogne, Pierre le Grand n'obtint pas l'appui escompté de la part des nobles, qu'il avait offensés en abusant de son autorité royale. En dépit de cette situation, les atrocités commises par les envahisseurs dressèrent les villes et la campagne catalanes contre eux.
Les troupes françaises progressèrent péniblement, car elles eurent fort à faire pour s'emparer des villes, qui se défendaient avec acharnement. Les Français comptaient pour leur ravitaillement sur une flotte stationnée le long de la côte, qui allait s'approvisionner à Narbonne et à Aigues-Mortes. En fait, toute leur intendance dépendait exclusivement de cette escadre.
Le roi Pierre comprit que la rupture de ce cordon ombilical forcerait les Français à se retirer. Il prit donc le risque d'alléger momentanément la défense de la Sicile et appela à la rescousse la flotte catalane, qui se trouvait à Palerme, sous le commandement de Roger de Lauria. L'amiral arriva à Barcelone le 24 août, où il fut informé de la position des navires français.

## La bataille

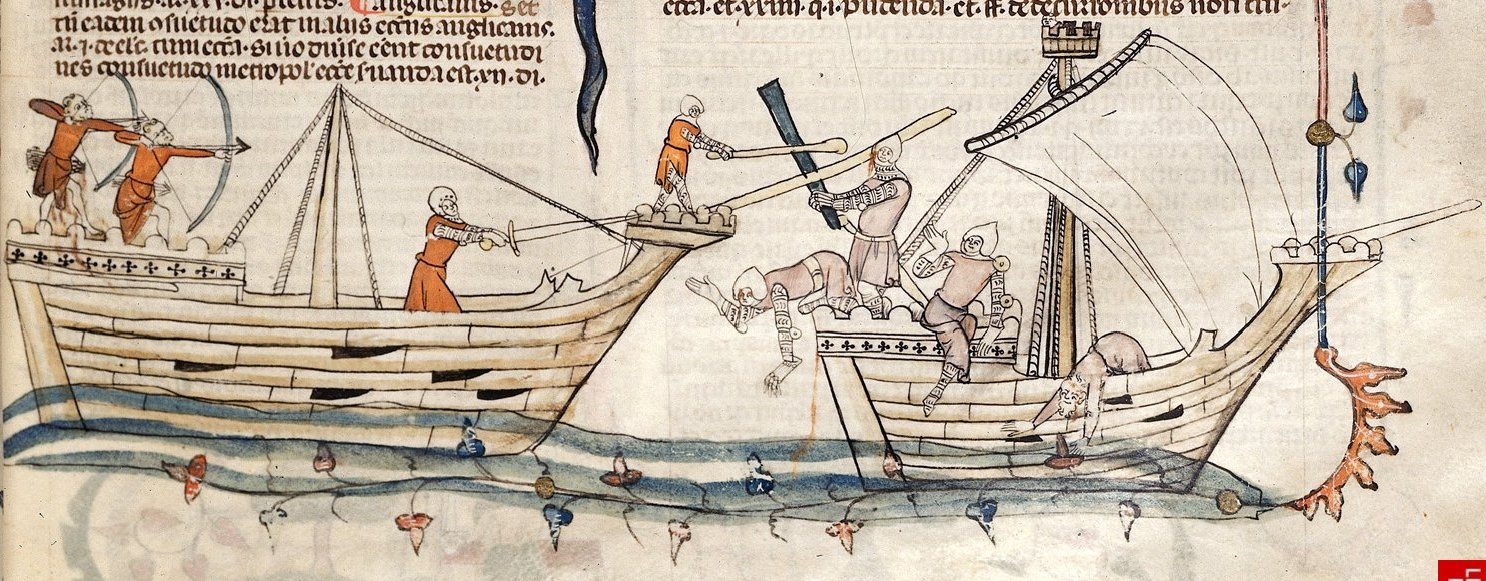
Combat de deux nefs médiévales. La bataille est particulièrement sanglante pour les Français.

Roger de Lauria vit qu'en brisant le centre de la ligne très étirée formée par l'escadre navale ennemie, il pourrait défaire ensuite ses deux extrémités. Dans la nuit du 3 septembre, il attaqua le ventre de la flotte française, non loin des îles Formigues.  L'escadre catalane encercla les lignes ennemies et éperonna vigoureusement les navires français, faisant pleuvoir en même temps sur eux une pluie de carreaux d'arbalètes qui jetèrent la désolation sur les ponts adverses. Cette tactique permit de remporter une victoire totale. La déroute française fut suivie, selon l'usage des guerres navales de l'époque, d'une tuerie massive.
Battant pavillon français, Roger se rapprocha ensuite de Roses, trompant ainsi l'escadre ennemie qui y mouillait, et les Français furent à nouveau défaits. Roses fut donc reprise et Roger s'empara des munitions, tant des vivres que des armes, qu'on y avait entreposées.

## Conséquences
Cette déroute navale, suivie par une autre débâcle française au col de Panissars, obligea Philippe III à battre en retraite. Gravement malade, le roi mourut à Perpignan. Les Français continuèrent cependant d'occuper le Val d'Aran jusqu'en 1312, année où il fut récupéré par Jacques II d'Aragon, qui y rétablit l'année suivante les coutumes et privilèges supprimés par les Français.
La  déroute française entraîna également la confiscation du royaume baléare, que Jacques II de Majorque ne récupéra - officiellement - qu'en 1295, mais effectivement en 1298[réf. nécessaire].